# Limnohelina debilis
Limnohelina debilis är en tvåvingeart som först beskrevs av Frederick Wollaston Hutton 1901.  Limnohelina debilis ingår i släktet Limnohelina och familjen husflugor. Inga underarter finns listade i Catalogue of Life.